# 大埔足球會歷任職球員名單
以下為大埔足球會的歷任職球員名單。

## 主教練
- 李志堅：（2023－）
- 李恒滙：（2022－2023年）
- 陳旭智：（2020－2022年）
- 馮凱文： （2019－2020年）
- 戴貝碧： （2020年：亞冠盃）
- 郭嘉諾 ：（2019年：亞洲賽）
- 李志堅：（2016－2019年）
- 鮑家耀：（2013–2016年）
- 張寶春：（2009–2013年）
- 陳浩然：（2008–2009年）
- 巴貝利：（2007年）
- 陳曉明：（2006–2007年）
- 陳思榮、 陳旭智（代理）：（2005–2006年）
- 何英毅：（2002–2005年）

## 副教練
- 呂志興：（2018年-）
- 譚朗明：（2013–2016年、2020年-）
- 陳家麒：（2020年-2022年）
- 陳旭智 :  （2016–2020年、2022年–）
- 李恒滙 :  （2016–2019年）
- 鮑家耀：（2002–2013年）

## 球隊隊長
- 陳旭智：（2002–17)
- 黃威：（2017–19）
- 杜度（2019–20）
- 史建威：（2020-2022）
- 陳曉鋒：（2022-）

## 球隊副隊長
- 呂志興：（2002-16）
- 黃威：（2016–17）
- 李瀚灝：（2017-19）
- 艾華度：（2018-19）
- 史建威：（2022-）

## 曾效力球員

### 本地球員
| 歐陽耀冲 | 翟廷峯 | 陳衍光 | 陳肇麒 | 陳敬德 | 陳旭智 | 陳立明 |
| 陳俊樂   | 陳肇鈞 | 張志勇 | 趙俊傑 | 鍾偉強 | 邱銘   | 馮振霆 |
| 馮慶燁   | 郭詠燊 | 李圳業 | 李康廉 | 李威廉 | 李嘉耀 | 李家豪 |
| 梁金輝   | 梁冠聰 | 李瀚灝 | 李樹烊 | 呂志興 | 彭梓鍵 | 蘇來強 |
| 杜瀚滔   | 曾文輝 | 黃鎭宇 | 黃耀富 | 黃威   | 葉佳   | 伊達   |
| 辛祖     | 車潤秋 | 荊騰   | 基藍馬 | 積施利 | 安基斯 | 謝家強 |
| 林毅東   | 楊紫彬 | 方俊業 | 何銳   | 蔡尚圻 |        |        |

### 外援球員
| 哈利       | 雲美亞斯 | 基頓   | 祖利亞   | 祖爾   | 烈馬       | 安達     |
| 拉菲爾     | 沙利斯   | 盧卡斯 | 阿倫烈馬 | 保羅   | 大衛拉菲爾 | 迪亞高   |
| 伊高沙托尼 | 利馬     | 艾華度 | 勞高     | 杜度   | 保連奴     | 施素高   |
| 毛夢索     | 安杜     | 拿美   | 沙華度   | 金玟基 | 金承龍     | 中村祐人 |
| 梁嘉恆     | 韋爾     | 艾力士 | 卡立     | 古斯美 |            |          |